# Joaquim Graupera i Graupera
Joaquim Graupera i Graupera (Mataró, 25 de març de 1963) és un historiador de l'art, investigador i assagista d'art català, especialitzat en l'àmbit del patrimoni artístic medieval, especialment de la comarca del Maresme, sobre el qual ha publicat diversos articles i monografies. Es va doctorar l'any 2012 amb la tesi L'art gòtic al Baix Maresme (segles XIII al XVI). Art i promoció artística en una zona perifèrica del comtat de Barcelona. És professor de secundària, i un dels fundadors de l'entitat mataronina Grup d'Història del Casal.

## Llibres
- GRAUPERA, Joaquim (2001). L'arquitectura religiosa preromànica i romànica en el baix Maresme (vol. I). Argentona: La comarcal Edicions. - 156 pàg. ISBN 84-95351-07-2.
- GRAUPERA, Joaquim (2003). L'arquitectura religiosa preromànica i romànica en el baix Maresme. Monografies (vol. II). Argentona: La comarcal Edicions. - 144 pàgs. ISBN 84-95608-14-6.
- GRAUPERA, Joaquim; BRIANSÓ, Anton (Fotògraf) (2007). El Maresme. El Vendrell: març Editor. (Col. Catalunya Medieval - Els pobles medievals de Barcelona) - ISBN 8496638022.
- GRAUPERA, Joaquim (2019). La família Desplà – Gralla com a promotors d'art. Treball premiat per la Beca de Recerca Local d'Alella 2012. Argentona: La comarcal ed. ISBN 978-84-95351-68-5.

## Opuscles
- GRAUPERA GRAUPERA, Joaquim (1989). La capella pre-romànica de Sant Jaume de Traià (Argentona). Mataró: Museu Comarcal del Maresme, Secció Grup d'Amics de l'Art Romànic. 59 pàgs. Rústica, il·lustrat. (Maresme Romànic II). Dip. Legal: B-46.258-89.
- GRAUPERA GRAUPERA, Joaquim (1994). Excursió per l'art preromànic del Maresme. 1 Ed. Mataró: Grup d'Història del Casal. 32 p. (Sèrie Viatges, 4).
- GRAUPERA GRAUPERA, Joaquim (1996). Mataró medieval. Art i arqueologia 1/Historiografia i llocs de culte. Mataró: Grup d'Història del Casal. 53 p. (Col. Ramon Muntaner, 1).
- GRAUPERA GRAUPERA, Joaquim (1998). Mata medieval. Visites comentades a les restes del castell de Mata, Can Tria de Mata i a les esglésies de Sant Martí i Sant Miquel. Mataró: Grup d'Història del Casal. (Sèrie Viatges, 8).
- GRAUPERA GRAUPERA, Joaquim (1999). Del feudalisme medieval al sindicat agrari (Visites comentades a les restes del castell de Mata, Can Tria de Mata i a les esglésies de Sant Martí i Sant Miquel). Mataró: Grup d'Història del Casal; Mataró.(Sèrie Viatges,9).
- GRAUPERA GRAUPERA, Joaquim (2001). Josep Puig i Cadafalch i l'Associació Artístich Arqueològica Mataronesa. Mataró: Grup d'Història del Casal. 46 p . (Col·lecció Josep Rius, 5).
- GRAUPERA GRAUPERA, Joaquim (2005). Sortim amb els veïns. Una passejada a Sant Jaume de Traià d'Argentona i la seva història. Mataró: Associació de Veïns Mataró-Centre.